# Noah Gregor
Noah Gregor, född 28 juli 1998, är en kanadensisk professionell ishockeyforward som är kontrakterad till San Jose Sharks i National Hockey League (NHL) och spelar för San Jose Barracuda i American Hockey League (AHL). Han har tidigare spelat för Moose Jaw Warriors, Victoria Royals och Prince Albert Raiders i Western Hockey League (WHL).
Gregor draftades av San Jose Sharks i fjärde rundan i 2016 års draft som 111:e spelare totalt.

## Statistik
| 2011–2012  | Leduc Oil Kings       | AMBHL      | 30  | 9   | 16  | 25  | 38  | —  | —  | —  | —  | —  |
| 2012–2013  | Leduc Oil Kings       | AMBHL      | 30  | 43  | 25  | 68  | 64  | 6  | 4  | 5  | 9  | 14 |
|            | Leduc Oil Kings       | AMMHL      | 2   | 1   | 3   | 4   | 0   | —  | —  | —  | —  | —  |
| 2013–2014  | Leduc Oil Kings       | AMHL       | 35  | 21  | 30  | 51  | 16  | —  | —  | —  | —  | —  |
| 2014–2015  | Moose Jaw Warriors    | WHL        | 10  | 2   | 4   | 6   | 0   | —  | —  | —  | —  | —  |
| 2015–2016  | Moose Jaw Warriors    | WHL        | 72  | 28  | 45  | 73  | 33  | 10 | 3  | 6  | 9  | 4  |
| 2016–2017  | Moose Jaw Warriors    | WHL        | 52  | 27  | 34  | 61  | 29  | 7  | 2  | 0  | 2  | 0  |
| 2017–2018  | Moose Jaw Warriors    | WHL        | 30  | 14  | 22  | 36  | 27  | —  | —  | —  | —  | —  |
|            | Victoria Royals       | WHL        | 30  | 15  | 14  | 29  | 29  | 11 | 6  | 6  | 12 | 8  |
|            | San Jose Barracuda    | AHL        | —   | —   | —   | —   | —   | 1  | 0  | 0  | 0  | 0  |
| 2018–2019  | Prince Albert Raiders | WHL        | 63  | 43  | 45  | 88  | 38  | 23 | 13 | 11 | 24 | 10 |
| 2019–2020  | San Jose Sharks       | NHL        | 1   | 0   | 0   | 0   | 0   | —  | —  | —  | —  | —  |
|            | San Jose Barracuda    | AHL        | 3   | 1   | 2   | 3   | 0   | —  | —  | —  | —  | —  |
| NHL totalt | NHL totalt            | NHL totalt | 1   | 0   | 0   | 0   | 0   | —  | —  | —  | —  | —  |
| AHL totalt | AHL totalt            | AHL totalt | 3   | 1   | 2   | 3   | 0   | 1  | 0  | 0  | 0  | 0  |
| WHL totalt | WHL totalt            | WHL totalt | 257 | 129 | 164 | 293 | 156 | 51 | 24 | 23 | 47 | 22 |

### Internationellt
| Källa: Uppdaterad: 2019-10-20 | Källa: Uppdaterad: 2019-10-20 | Källa: Uppdaterad: 2019-10-20 |         | Utv = Utvisningsminuter | Utv = Utvisningsminuter | Utv = Utvisningsminuter | Utv = Utvisningsminuter | Utv = Utvisningsminuter |
| År                            | Lag                           | Mästerskap                    | Matcher | Mål                     | Assists                 | Poäng                   | Utv                     |                         |
| ----------------------------- | ----------------------------- | ----------------------------- | ------- | ----------------------- | ----------------------- | ----------------------- | ----------------------- | ----------------------- |
| 2016                          | Kanada                        | U18                           | 5       | 0                       | 2                       | 2                       | 2                       |                         |
| Junior totalt                 | Junior totalt                 | Junior totalt                 | 5       | 0                       | 2                       | 2                       | 2                       |                         |